# I'm Shipping Up to Boston
 (mai 2020).
Si vous disposez d'ouvrages ou d'articles de référence ou si vous connaissez des sites web de qualité traitant du thème abordé ici, merci de compléter l'article en donnant les références utiles à sa vérifiabilité et en les liant à la section « Notes et références ».
I'm Shipping Up to Boston est une chanson dont les paroles sont écrites par le parolier et chanteur folk américain Woody Guthrie, et la musique par le groupe de punk celtique les Dropkick Murphys. La chanson est disponible sur l'album The Warrior's Code. Les paroles racontent l'histoire d'un pirate, cherchant sa jambe de bois et accostant à Boston. La chanson est reprise en 2012 par le groupe Children Of Bodom sur la compilation Holiday At Lake Bodom.

## Événement sportif

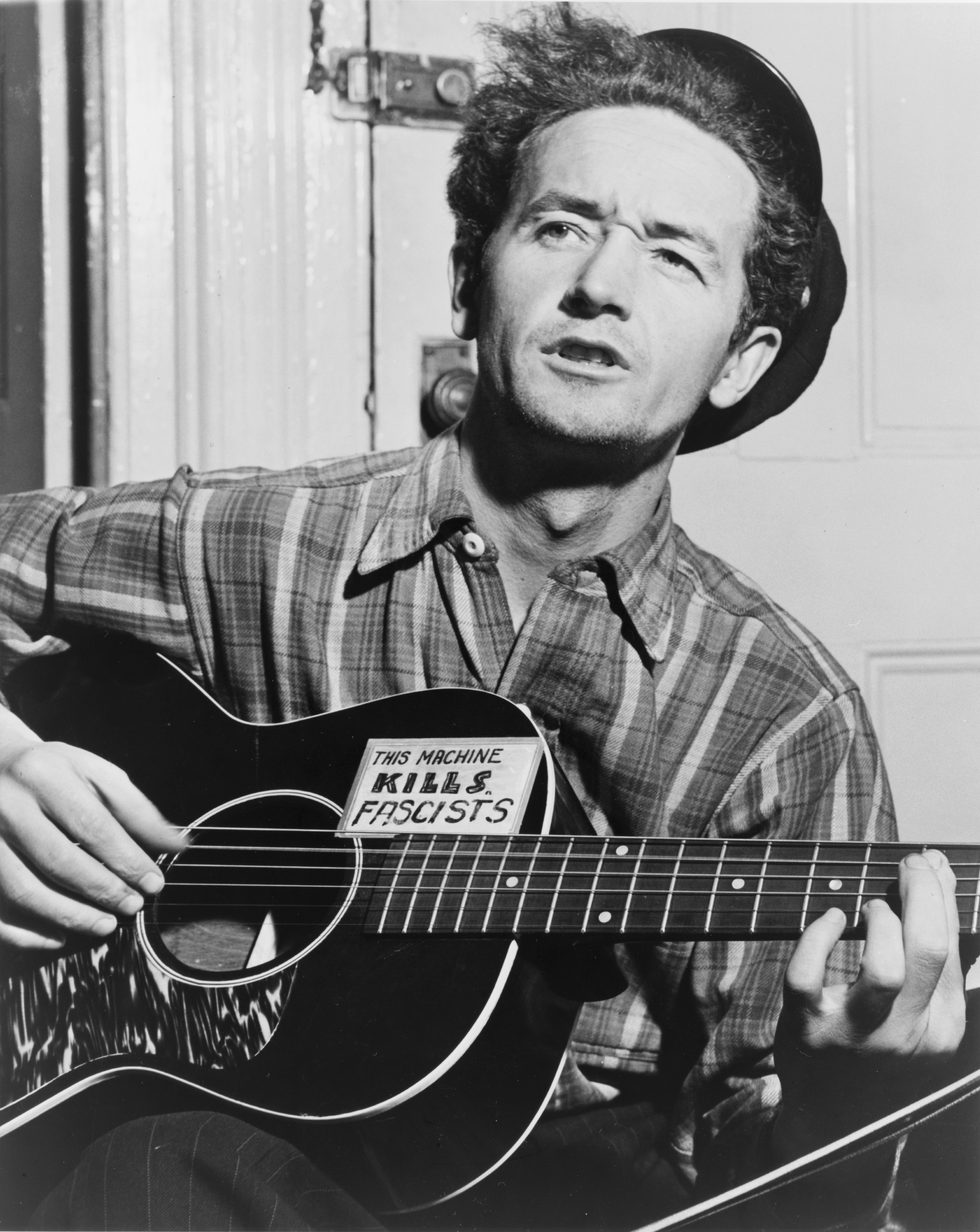
Woody Guthrie, l'auteur des paroles

La chanson fut utilisée pour les séries éliminatoires de 2008 des Celtics de Boston, ainsi que par différentes équipes de la Ligue nationale de hockey (LNH), dont les Bruins de Boston, les Sabres de Buffalo, les Rangers de New York et les Red Wings de Détroit, ainsi que pour les London Irish en Guinness Premiership
Elle est également utilisée par l'ex-champion UFC de combat libre Forrest Griffin, ainsi que par l'équipe de handball du HBC Nantes en tant que thème d'entrée.

## Autres
La chanson apparait dans le film de Martin Scorsese Les Infiltrés. Un vidéo clip de la chanson a d'ailleurs été fait avec certains passages du film. Elle est aussi utilisée dans l'épisode 13 de la saison 19 des Simpson intitulé Debarted, épisode largement inspiré du film Les Infiltrés, dans l'épisode 16 de la saison 6 de la série Shameless, dans l'épisode 7 de la saison 1 de la série Mythic Quest, et dans une vidéo de Rémi Gaillard, comique français.
Un morceau similaire est également utilisé pour le générique de la série Rizzoli and Isles.